# 쓰노촌 (후쿠오카현)
쓰노촌(津野村)은 후쿠오카현 다가와군에 설치되었던 촌이다. 현재의 소에다정 일부에 해당한다.